# Robert Westerholt

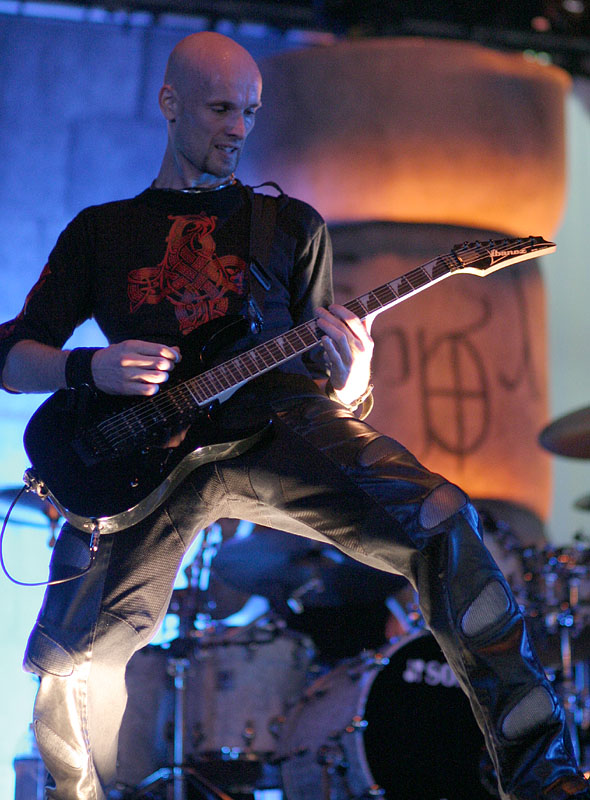
Robert Westerholt.

Robert Westerholt, född 2 januari 1975, är en nederländsk gitarrist.
Han är tillsammans med flickvännen Sharon den Adel grundare av bandet Within Temptation och är även gitarrist i detsamma. De har tre barn födda 2005, 2009 och 2011.
Både Robert Westerholt och Sharon den Adel var med i bandet Voyage innan de bildade Within Temptation.